# Заськи
За́ськи — село в Україні, в Овруцькій міській територіальній громаді Коростенського району Житомирської області. Населення становить 338 осіб (2001).

## Географія
Село розташовано на Словечансько-Овруцькому кряжі.

## Історія
У 1906 році — село Покалівської волості Овруцького повіту Волинської губернії. Відстань від повітового міста 3 верст, від волості 13. Дворів 48, мешканців 258.
До 13 квітня 2017 року село входило до складу Черепинської сільської ради Овруцького району Житомирської області.